# Копечоаса (Горж)
Копечоаса (рум. Copăcioasa) — село у повіті Горж в Румунії. Входить до складу комуни Скоарца.
Село розташоване на відстані 220 км на захід від Бухареста, 12 км на схід від Тиргу-Жіу, 84 км на північ від Крайови.

## Населення
За даними перепису населення 2002 року у селі проживали 542 особи, усі — румуни. Усі жителі села рідною мовою назвали румунську.